# Sulzberg (Souabe)
Pour les articles homonymes, voir Sulzberg.
Sulzberg est une commune de Bavière (Allemagne), située dans l'arrondissement d'Oberallgäu, dans le district de Souabe.